# Rote Hauskugelspinne
Die Rote Hauskugelspinne (Nesticodes rufipes) ist eine Spinne aus der Familie der Kugelspinnen (Theridiidae) und die einzige Art der somit monotypischen Gattung der Amerikanischen Hauskugelspinnen (Nesticodes). Die Spinne war ursprünglich in Mittel- und Südamerika heimisch und wurde in Teilen Europas, Afrikas, Asiens sowie Australiens und Ozeaniens eingeführt.

## Merkmale

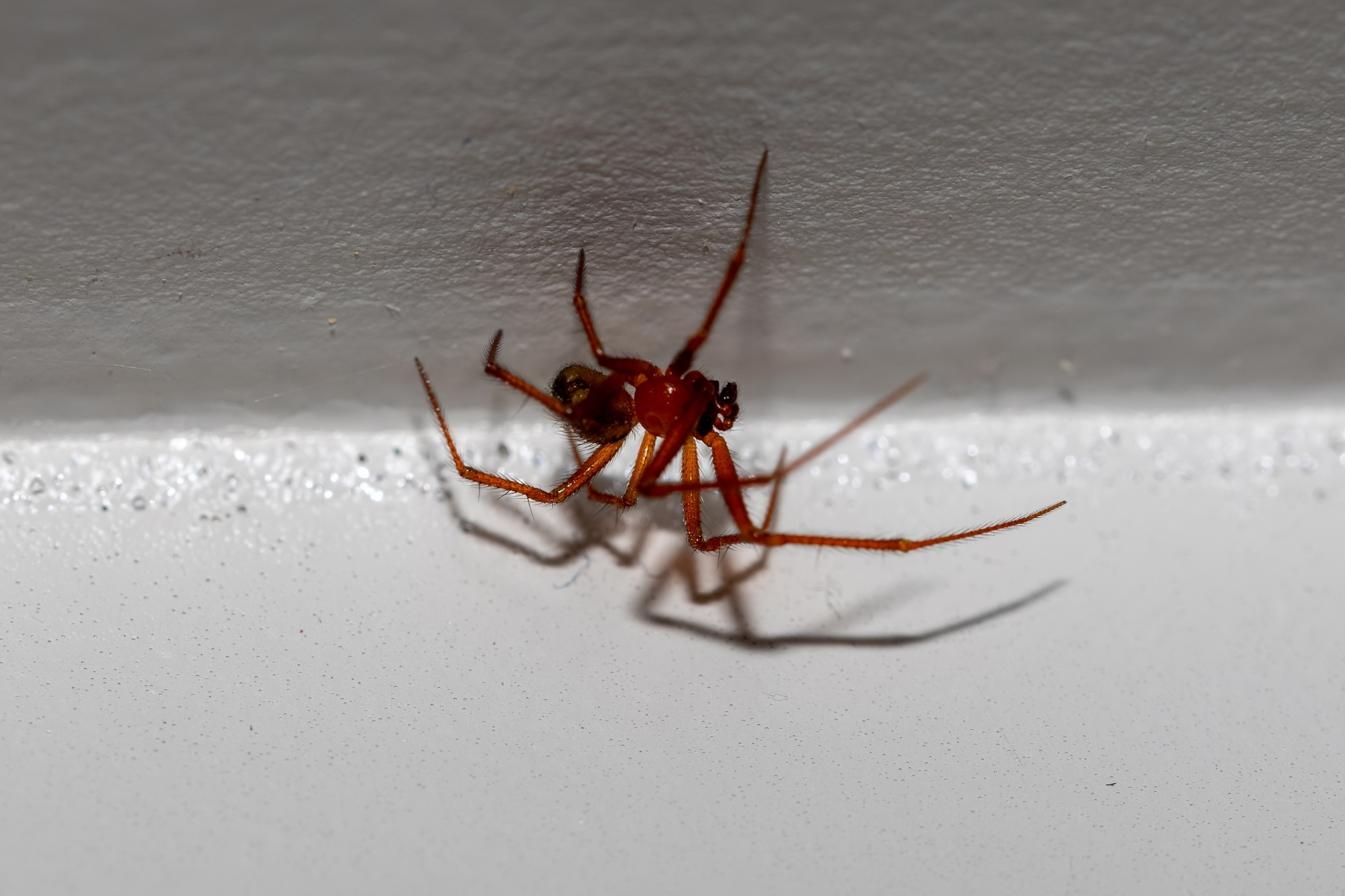
Männchen

Das Weibchen der Roten Hauskugelspinne erreicht eine Körperlänge von 4,2 bis zu 5,3 und das Männchen eine von 2,8 bis zu 3,7 Millimetern. Dabei nimmt davon das Prosoma (Vorderkörper) beim Weibchen 1,6 bis 2,2 und beim Männchen 1,3 bis 1,7 Millimeter ein.
Das Prosoma hat eine leuchtend gelb-braune Farbgebung. Der Carapax (Rückenschild des Prosomas) ist beim Weibchen mit einem Verhältnis zwischen Länge und Breite von 1,03 relativ niedrig und breit. Am breitesten ist er im Bereich der rundlichen, flachen Fovea (Apodem) in einer Position, die in etwa zwei Drittel vom Höchstpunkt des Carapax entfernt ist. Die Cheliceren (Kieferklauen) verfügen jeweils einzeln für sich über zwei anteriore (vordere) Zähne sowie einen medianen (mittigen) winzigen Zwischenzahn.
Die Beine sind wie das Prosoma leuchtend gelbbraun gefärbt und verglichen mit denen anderer Kugelspinnen (Theridiidae) kräftig gebaut. An jedem Bein ist jeweils an dessen Patella (Glied zwischen Femur (Schenkel) und Tibia) sowie an der Tibia (Schienen) einen dorsal (oberhalb) angelegten Stachel. Die Tarsalorgane (für den Geruchssinn dienende Organe an den Tarsi, bzw. Fußgliedern) sind mit einer Länge von 0,34 Millimetern auffallend groß. Die Klauen der Pedipalpen (umgewandelte Extremitäten im Kopfbereich) beim Weibchen haben eine kammartige Struktur.
Das Opisthosoma (Hinterleib) besitzt eine graue Grundfärbung. Dorsal hat es undeutlich dunklere und hellere Zeichnungen bestehend aus Guaninkörperchen und ventral ein breites Längsband, das hinter der epigastrischen (im Magenbereich befindlichen) Furche beginnt und nach hinten die Spinnwarzen umrandet. Außerdem ist das Opisthosoma mit einem dichten Kleid gelbbrauner Setae (chitinisierten Haaren) bedeckt, die aus scheibenförmigen Basen gleicher Färbung entspringen. Die Spinnwarzen und der Analtuberkel sind stark chitinisiert und auch die Stigmen (Atemöffnungen) weisen schmale chitinisierte Ränder auf. Ein Colulus (vermutlich funktionsloser Hügel und Rest des einstigen sog. Cribellums bei ecribellaten Spinnen) ist bei der Roten Hauskugelspinne nicht vorhanden.
Ein einzelner Bulbus (männliches Geschlechtsorgan) der Roten Hauskugelspinne wird durch den dünnem, nach vorn zeigendem Embolus (letztes Sklerit bzw. Hartteil des Bulbus) charakterisiert und die Epigyne (weibliches Geschlechtsorgan) durch eine große mediale Erhebung konischer Form, auf der sich das Atrium (Öffnung) der Epigyne befindet. Letzteres hat anterior ein zungenartiges Gebilde.

Ansichten von Weibchen
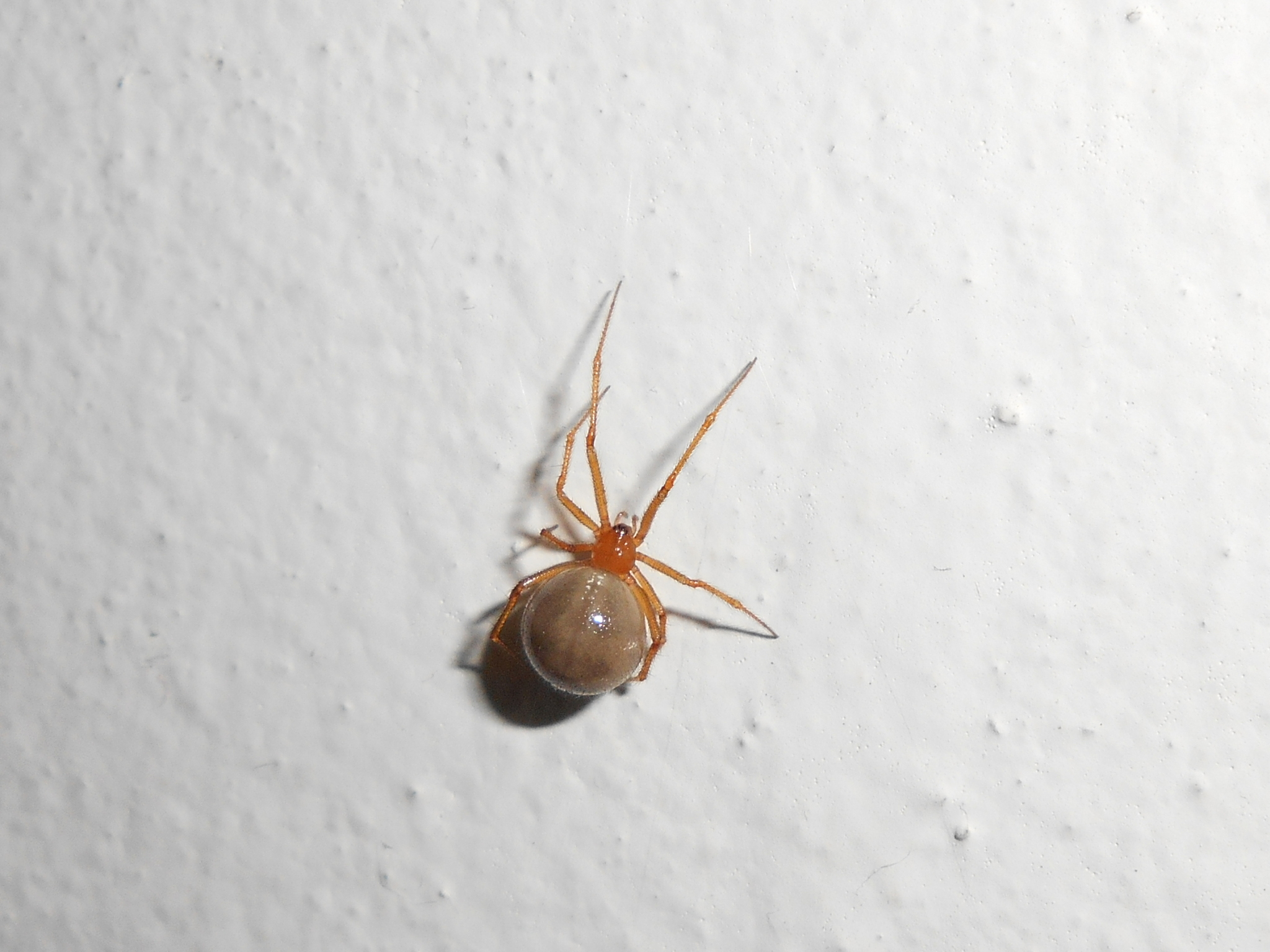
Dorsalansicht
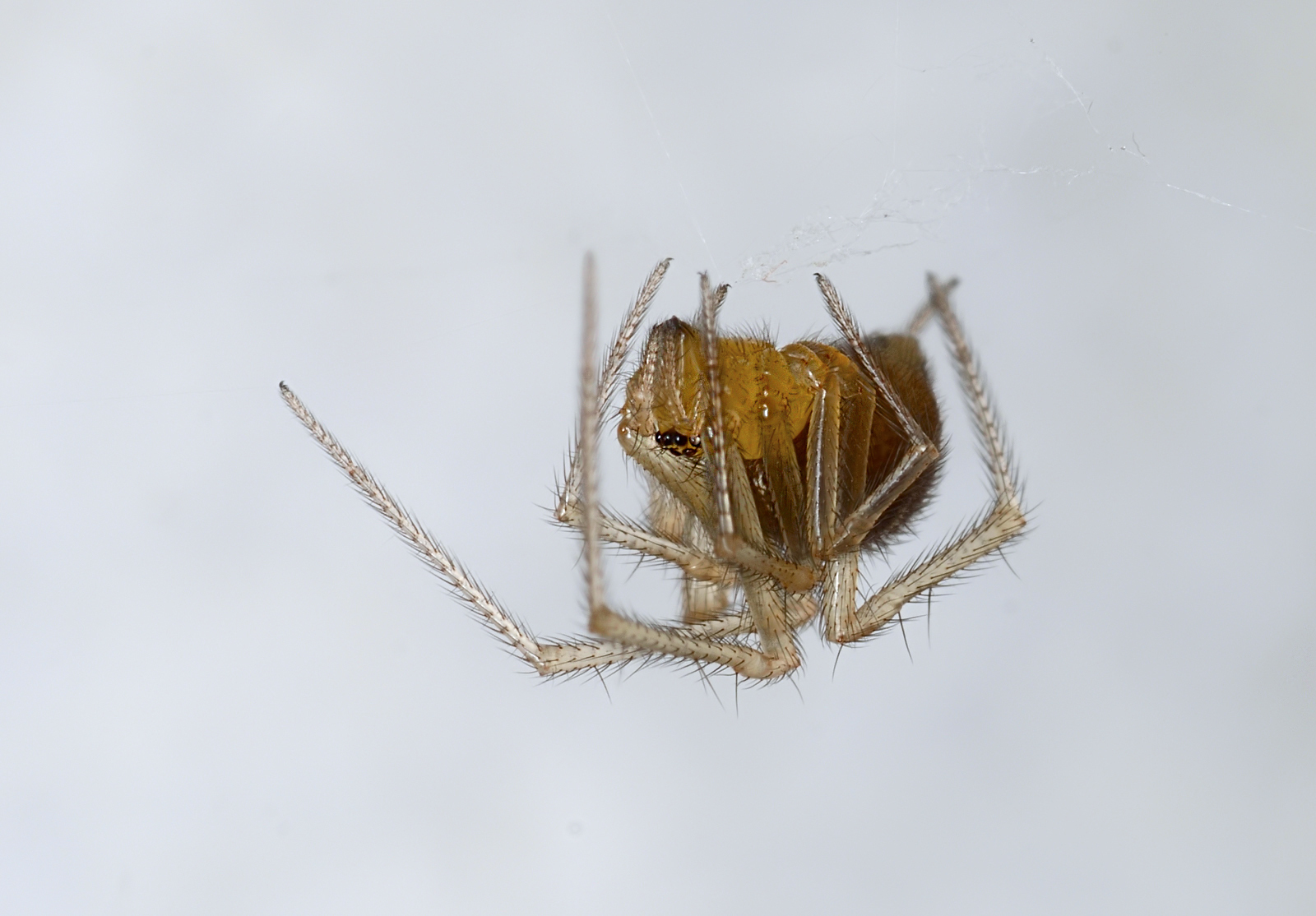
Frontalansicht
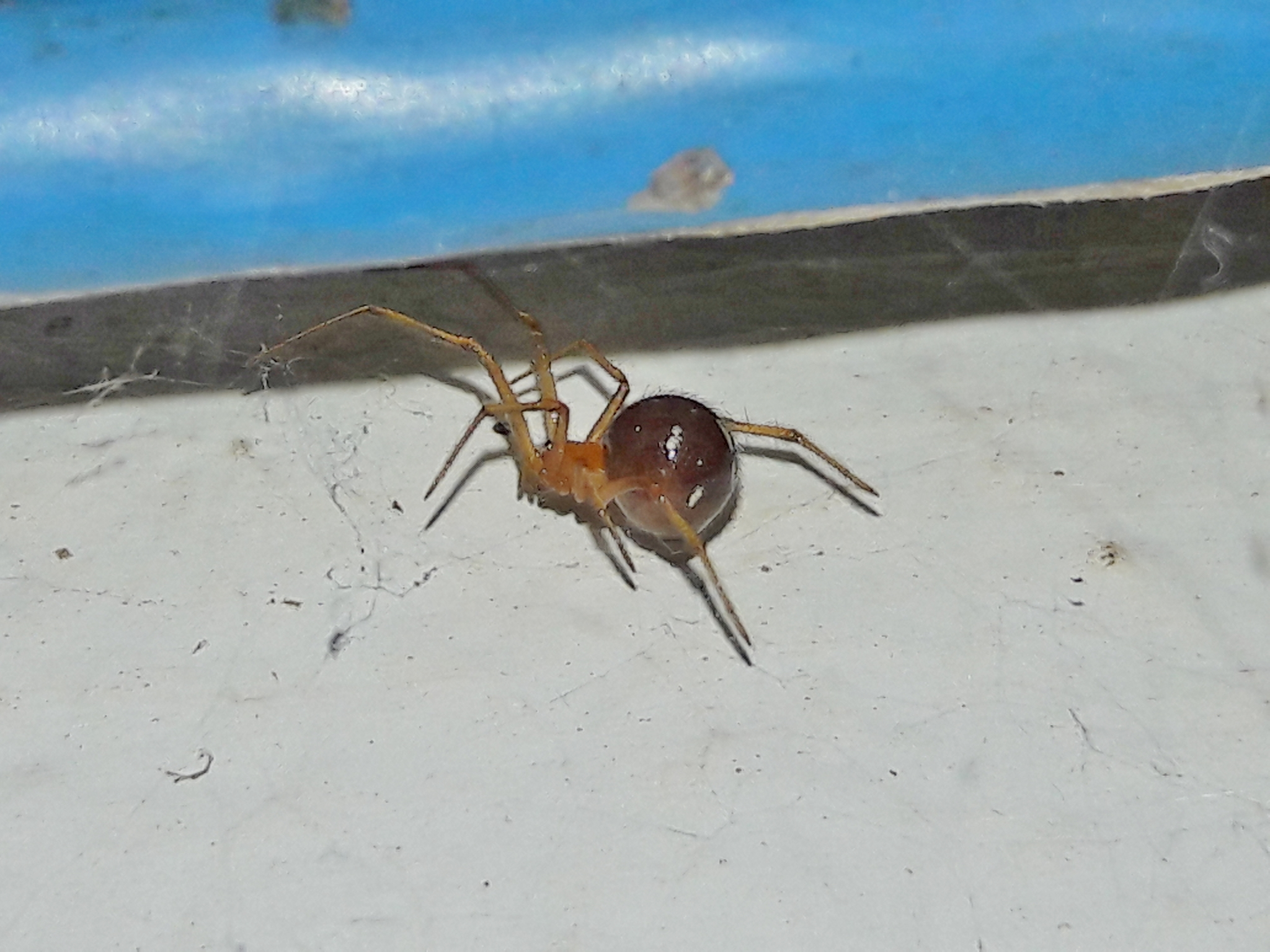
Lateralansicht
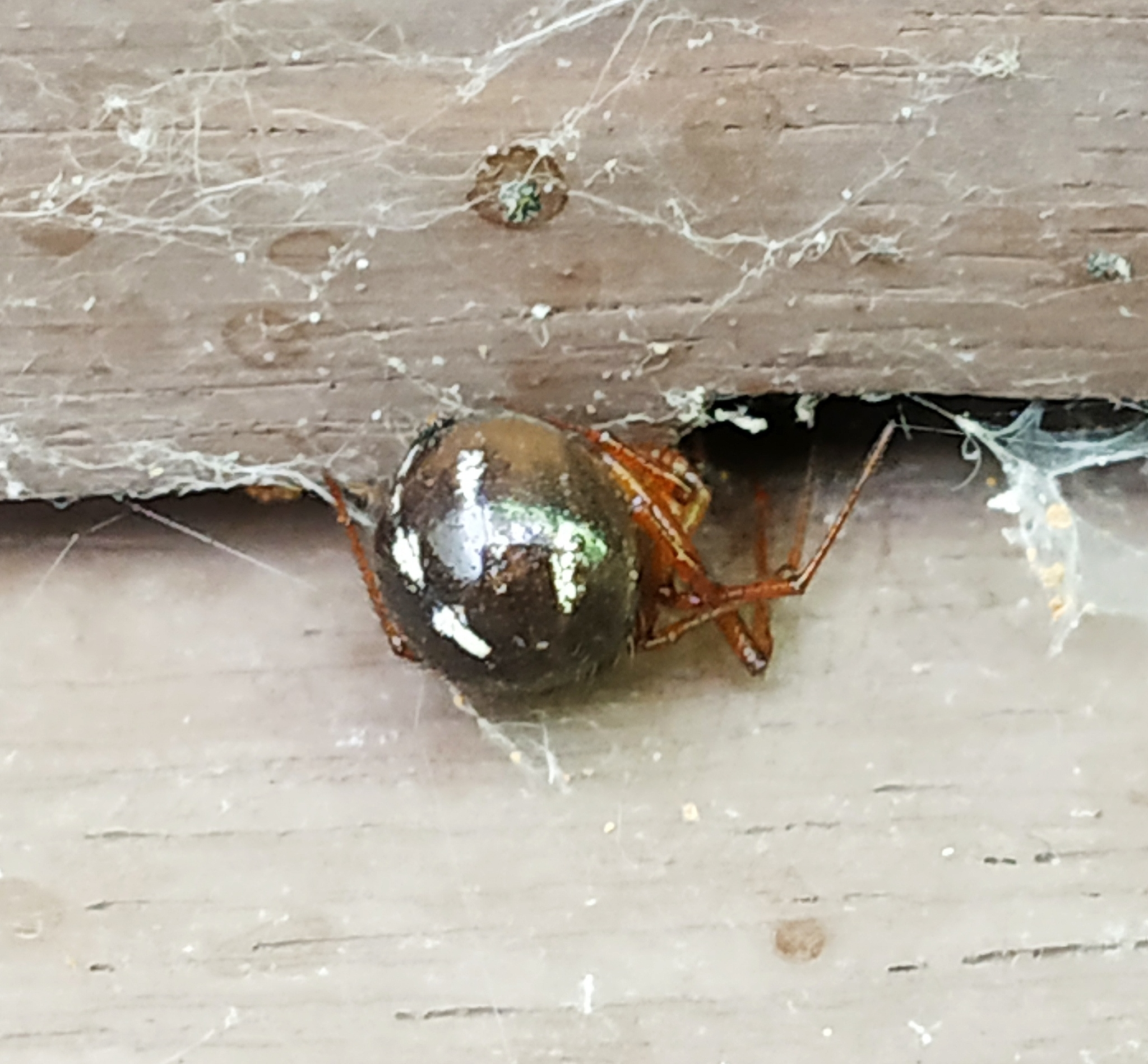
Rückansicht
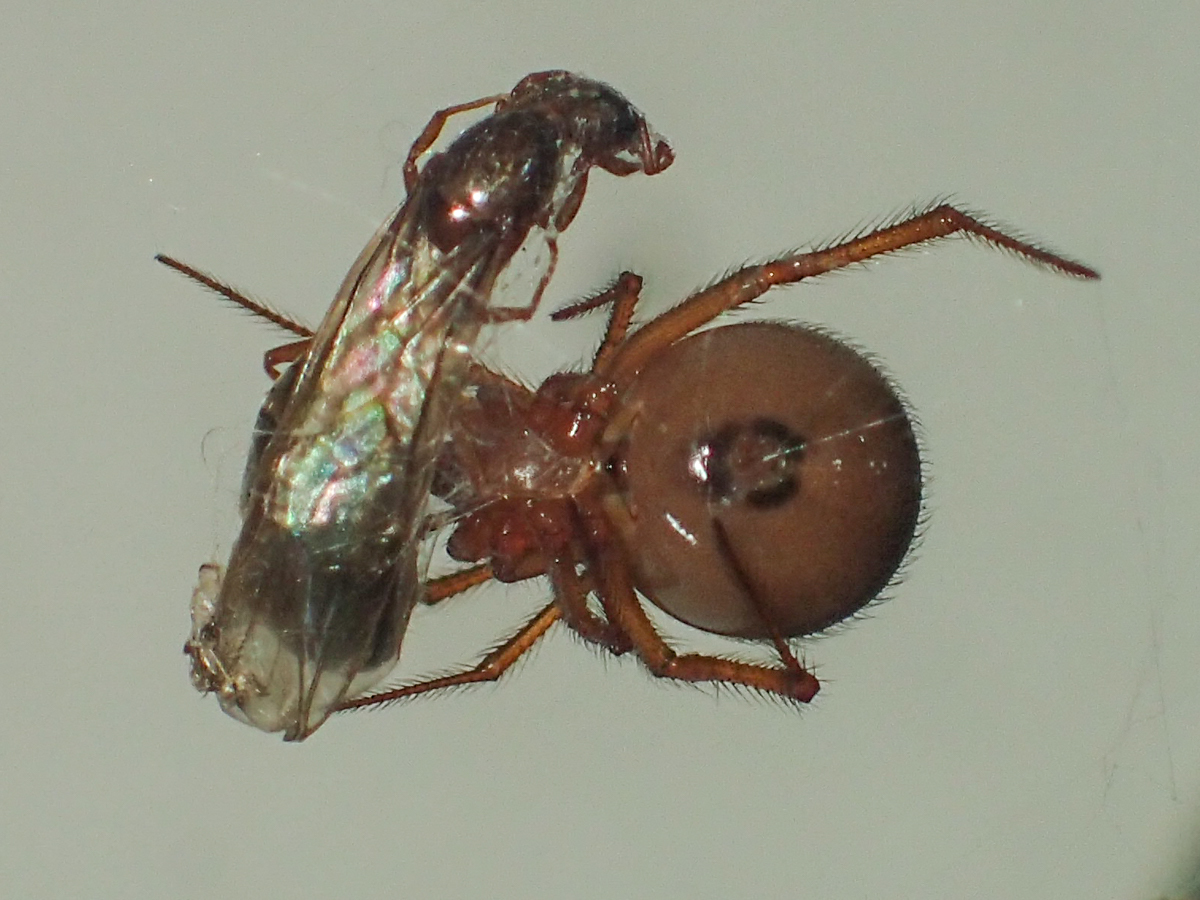
Ventralansicht mit Beute

Ansichten von Männchen
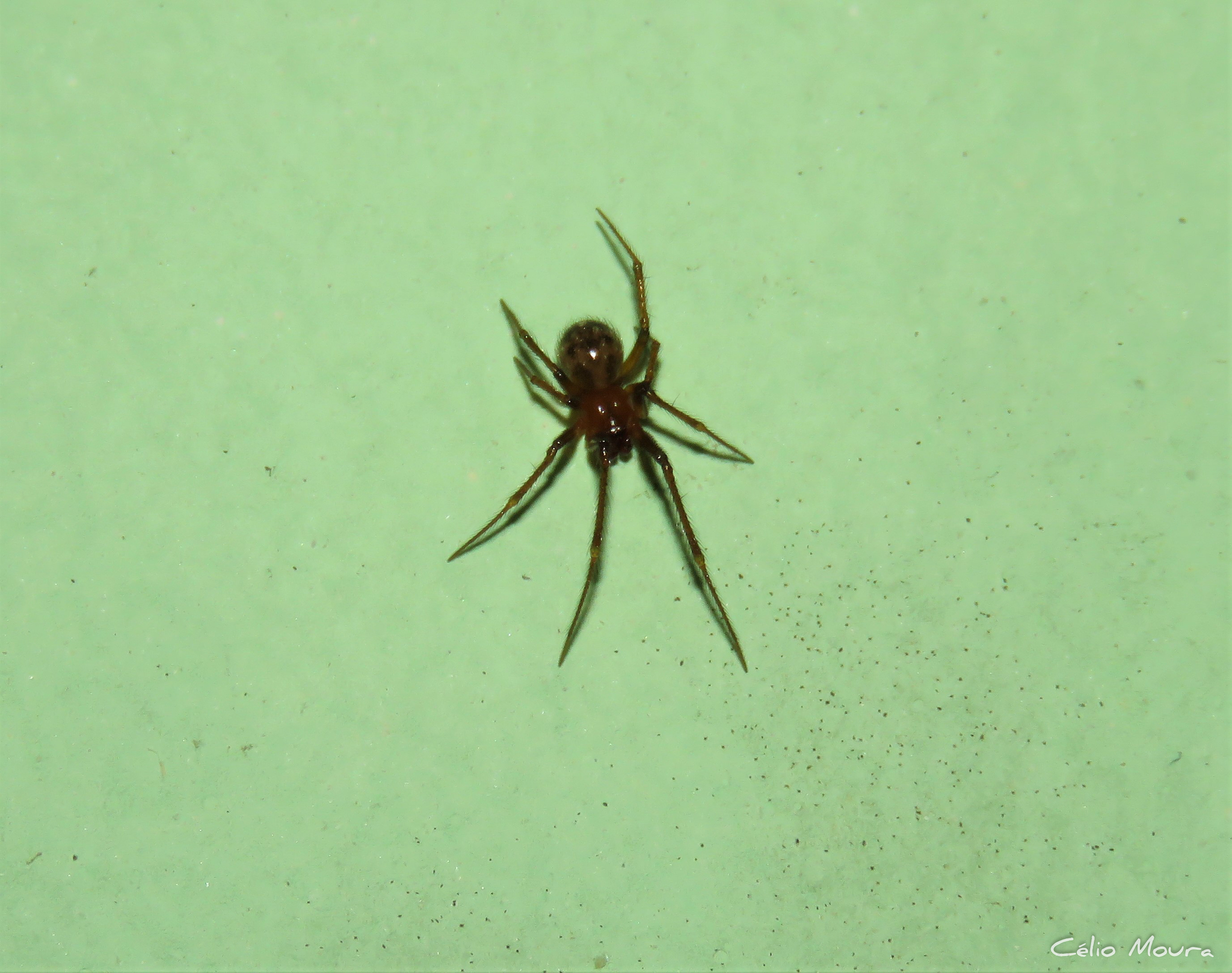
Dorsalansicht
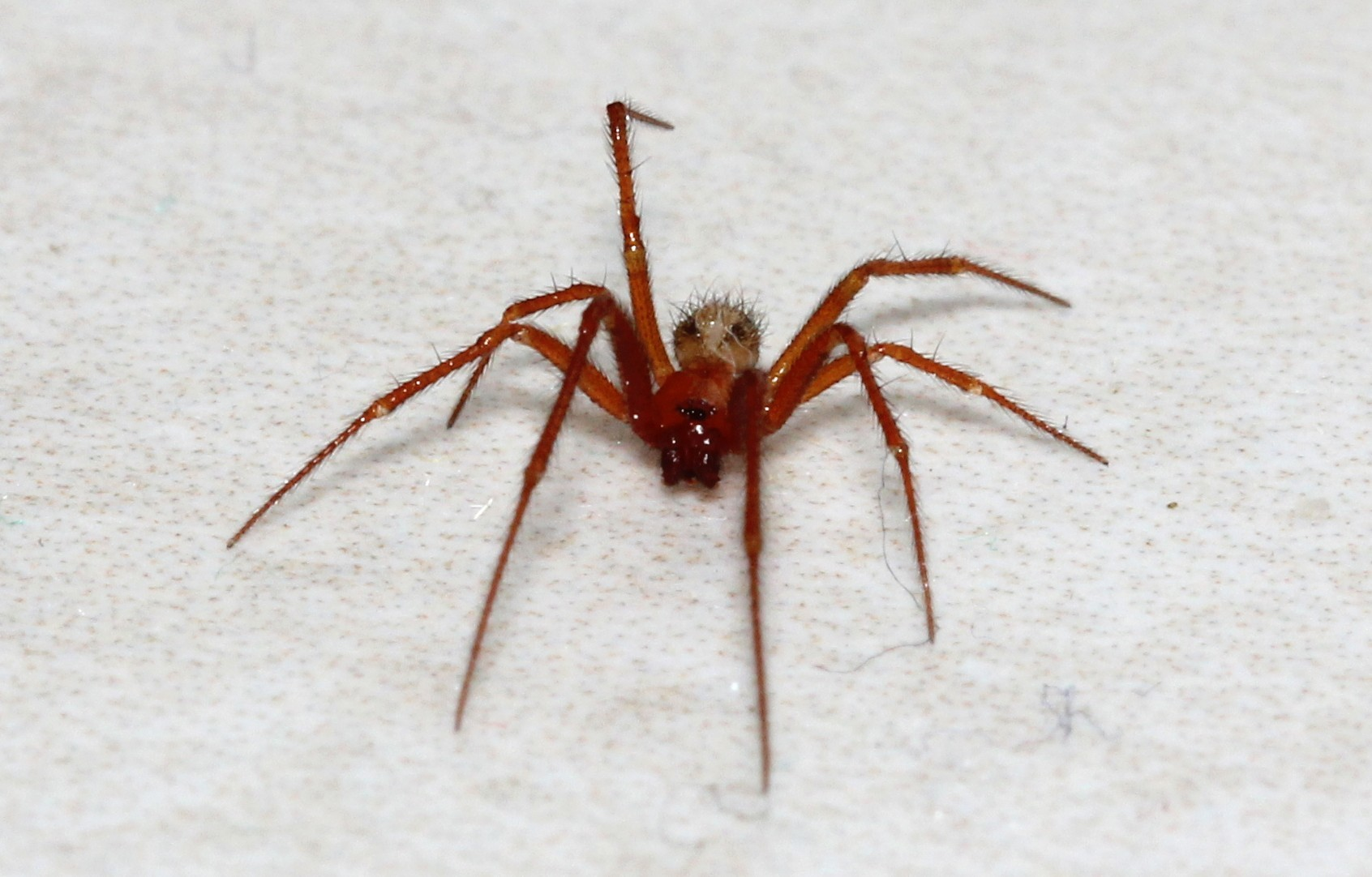
Frontalansicht
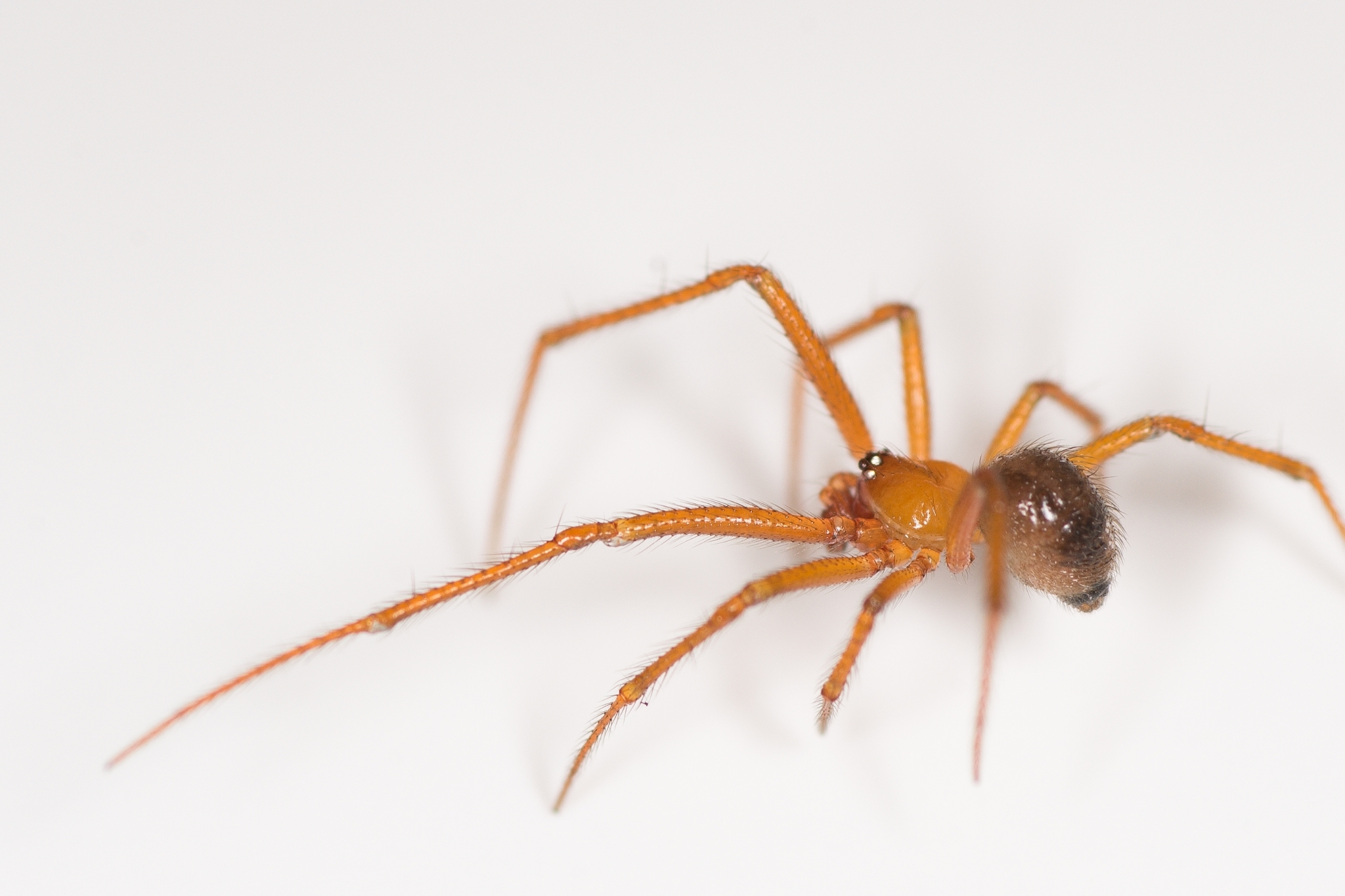
Lateralansicht
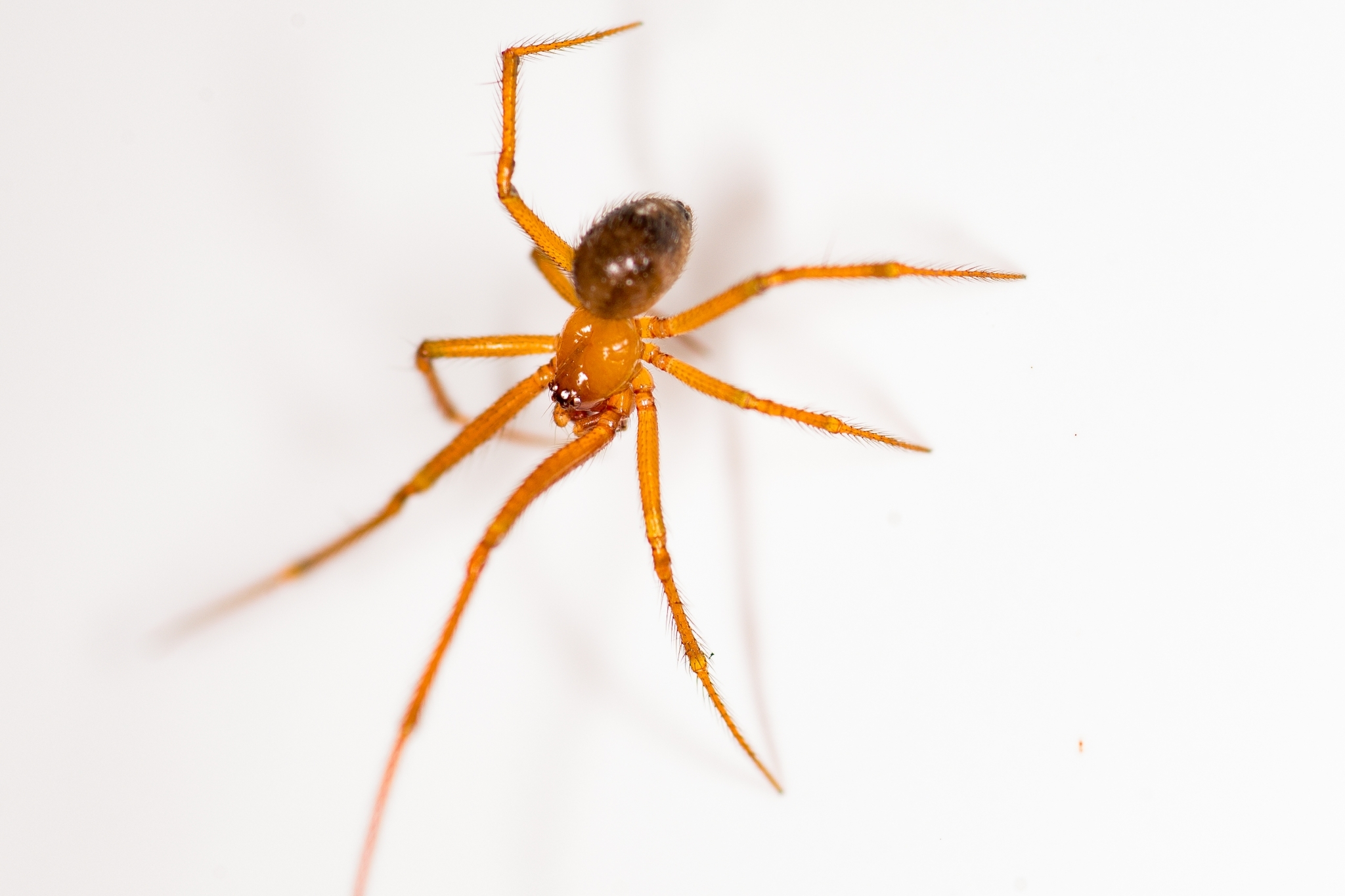
Rückansicht
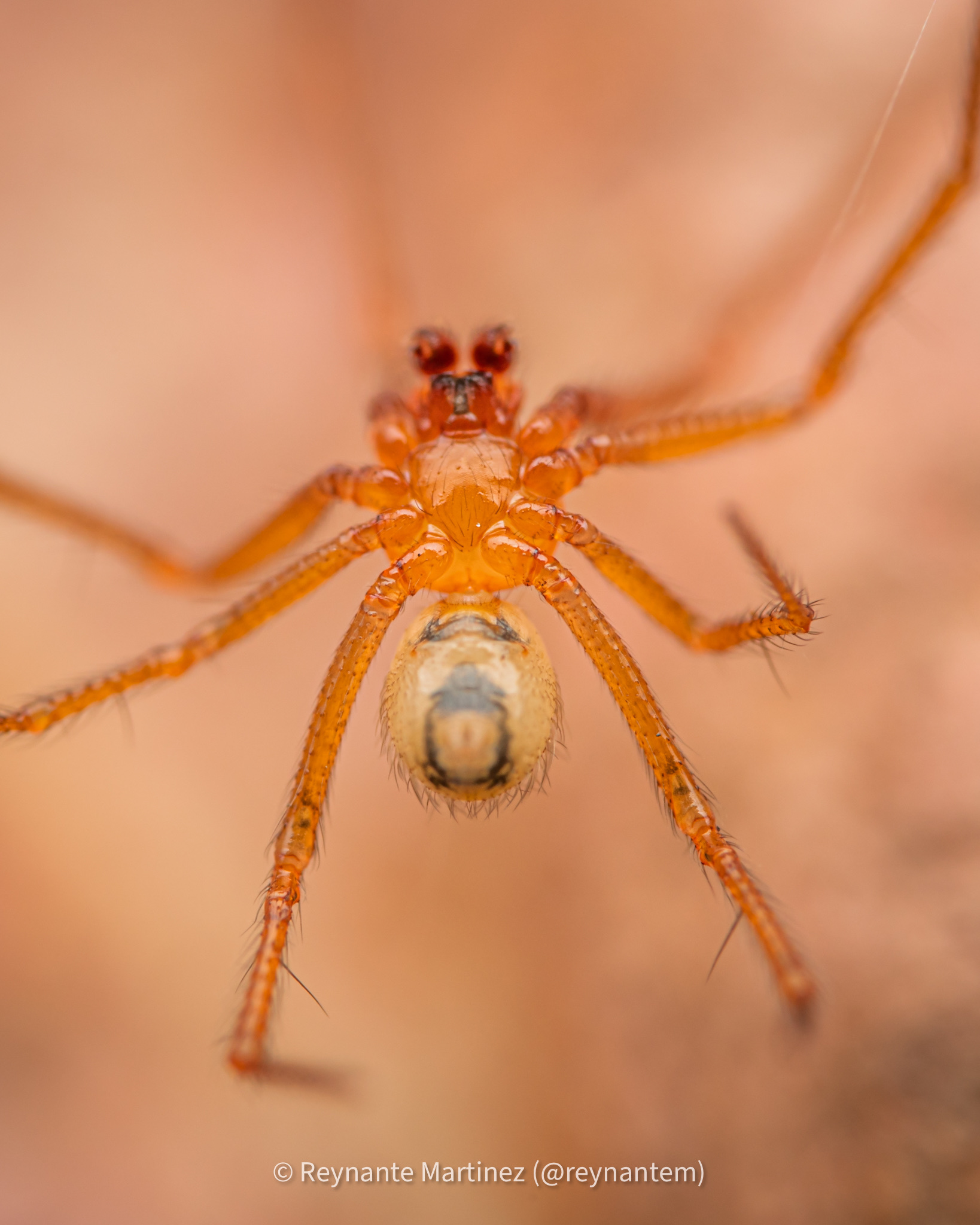
Ventralansicht

## Verbreitung und Lebensräume

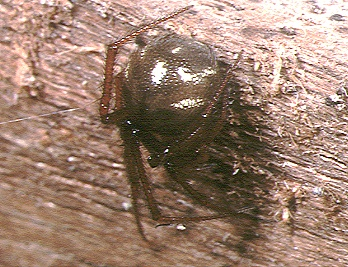
Weibchen, gefunden in der japanischen Präfektur Okinawa.

Die Rote Hauskugelspinne ist mittlerweile kosmopolitisch verbreitet. Ursprünglich war die Art nur in Mittel- und Südamerika heimisch, doch ist sie mittlerweile unter anderem pantropisch (in allen Tropen und Subtropen) vertreten. Außerdem wurde die Spinne in Europa, Makaronesien, Nordafrika, dem Mittleren Osten, China, Japan, Sri Lanka, Indonesien, Neuseeland und auf den Pazifischen Inseln eingeführt.
Die Rote Hauskugelspinne weist eine stark ausgeprägte Synanthropie auf und bewohnt demzufolge besonders in den Gebieten, in denen sie eingeführt wurde, menschliche Siedlungsbereiche sowie Gewächshäuser. In Mitteleuropa ist die Art mehrheitlich in warmen Gewächshäusern nachgewiesen.

## Biologie

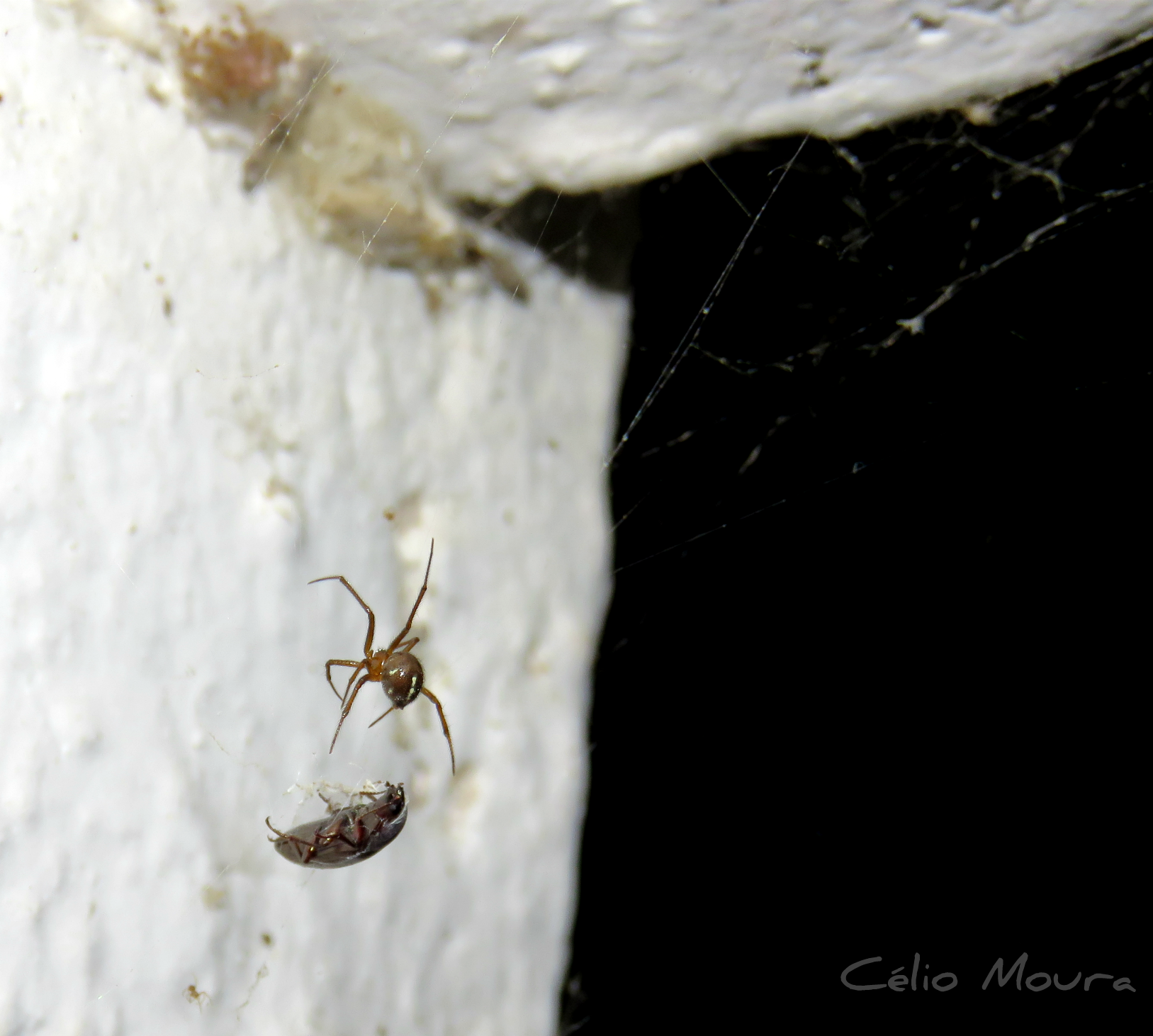
Weibchen beim Einspinnen eines Käfers

Die Rote Hauskugelspinne ist nachtaktiv und legt sowohl für den Beutefang als auch für die Schaffung eines Rückzugsortes ein verworrenes Haubennetz an, das mitunter an dunklen Ecken in einem Gebäude oder unter den Möbeln und Rändern von Gartentöpfen und ähnlichen Strukturen gefertigt wird. Allgemein werden von der Art allerdings kühlere Bereiche in Gebäuden, darunter Schränke als Netzbaustandort bevorzugt. Das Beutespektrum der Roten Hauskugelspinne setzt sich aus Insekten zusammen, darunter vermehrt aus solchen, die in der Nacht durch elektrische Lichtquellen in die Nähe der Spinne gelockt werden. Nachtsüber sucht die Art außerdem etwa an Hauswänden aktiv nach Beutetieren. Anderweitig verbleibt die Spinne im Netz und verlässt dieses sonst nur im Falle von Störungen. Sollte dies der Fall sein, lässt sie sich zu Boden fallen und spannt dabei einen Sicherheitsfaden.

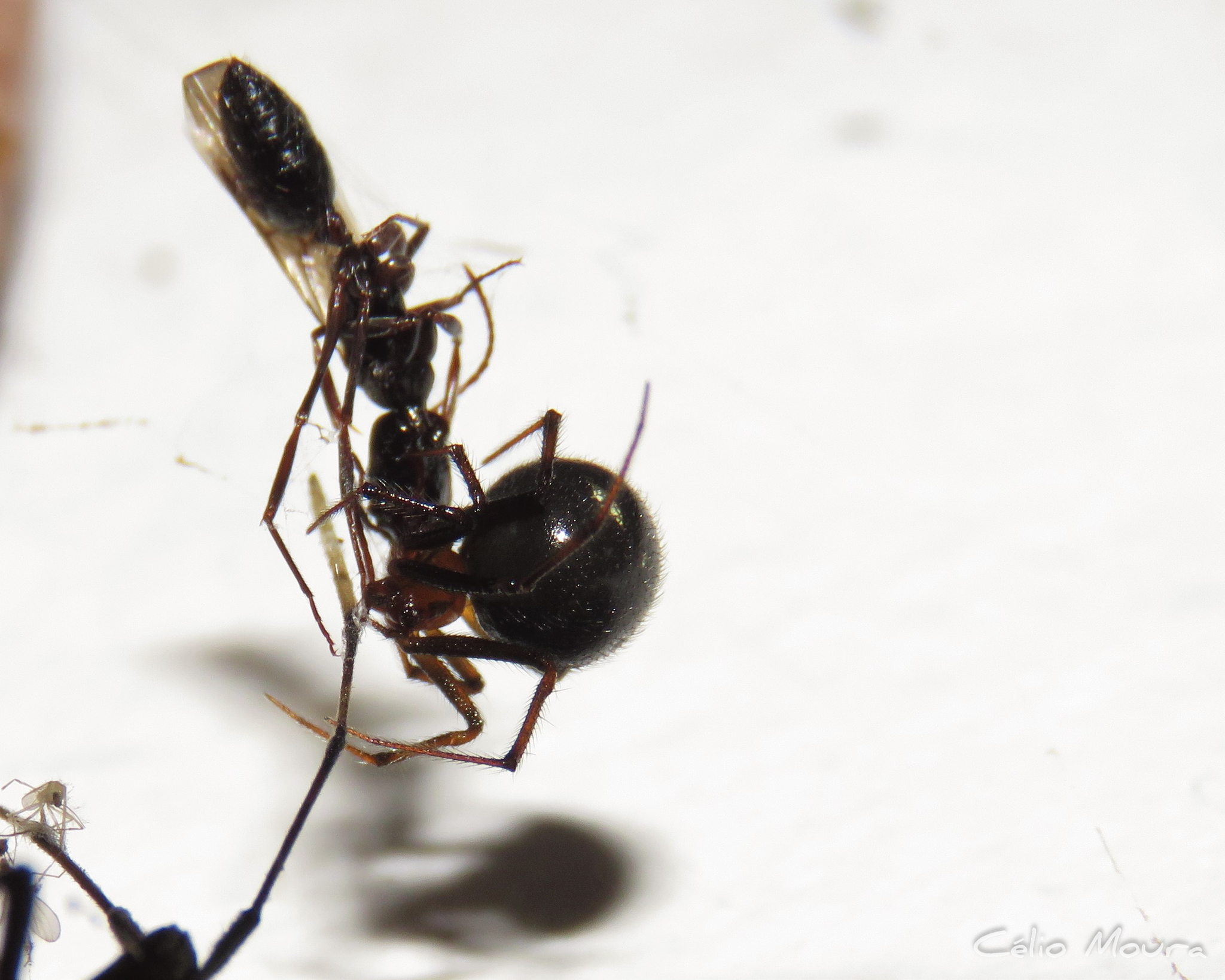
Weibchen beim Verzehr eines Geschlechtstiers einer Ameise

Neben den genannten Insekten stellen auch Ameisen häufige Beutetiere der Roten Hauskugelspinne dar. 2009 fand man heraus, dass die Art in Ameisenkolonien zumindest unter Laborbedingungen eindringen kann. Bei den Beobachtungen überwältigten in dem Fall Jungtiere der Roten Hauskugelspinne erfolgreich sowohl Arbeiterinnen als auch Geschlechtstiere verschiedener Ameisenarten, unabhängig von deren Größe und Aggressivität. Einige Kolonien verloren die Möglichkeit zu überleben, als deren Königinnen von Individuen der Spinne erbeutet wurden. Gleiches traf auch auf kleinere Kolonien zu, als von diesen zu viele Arbeiter den Exemplaren der Roten Hauskugelspinne zu Opfer fielen. Unter natürlichen Bedingungen wird ein derart invasives Verhalten der Spinne auf Ameisenkolonien ausgeschlossen, allerdings wird aufgrund der Resultate der 2009 geschehenen Versuchsreihe davor gewarnt, dass die Rote Hauskugelspinne für in menschlicher Gefangenschaft gehaltene Ameisenkolonien eventuell eine große Gefahr darstellt, zumal die Spinne auch unbemerkt in diese Kolonien gelangen kann.
Zumindest ist bei den Populationen der Roten Hauskugelspinne in Neuseeland bekannt, dass deren Phänologie (Aktivitätszeit) das gesamte Jahr umfasst, was dort auch die Paarungszeit mit einbeschließt. Nach der Paarung wird die Epigyne des Weibchens vom Männchen mit einem Pfropfen verschlossen. Durch die Form der darin heranreifenden Eier nimmt das Opisthosoma des Weibchens bei der Trächtigkeit eine beinahe rundliche Gestalt an. Der runde Eikokon wird vom Weibchen im Netz aufbewahrt.

Lebenszyklus
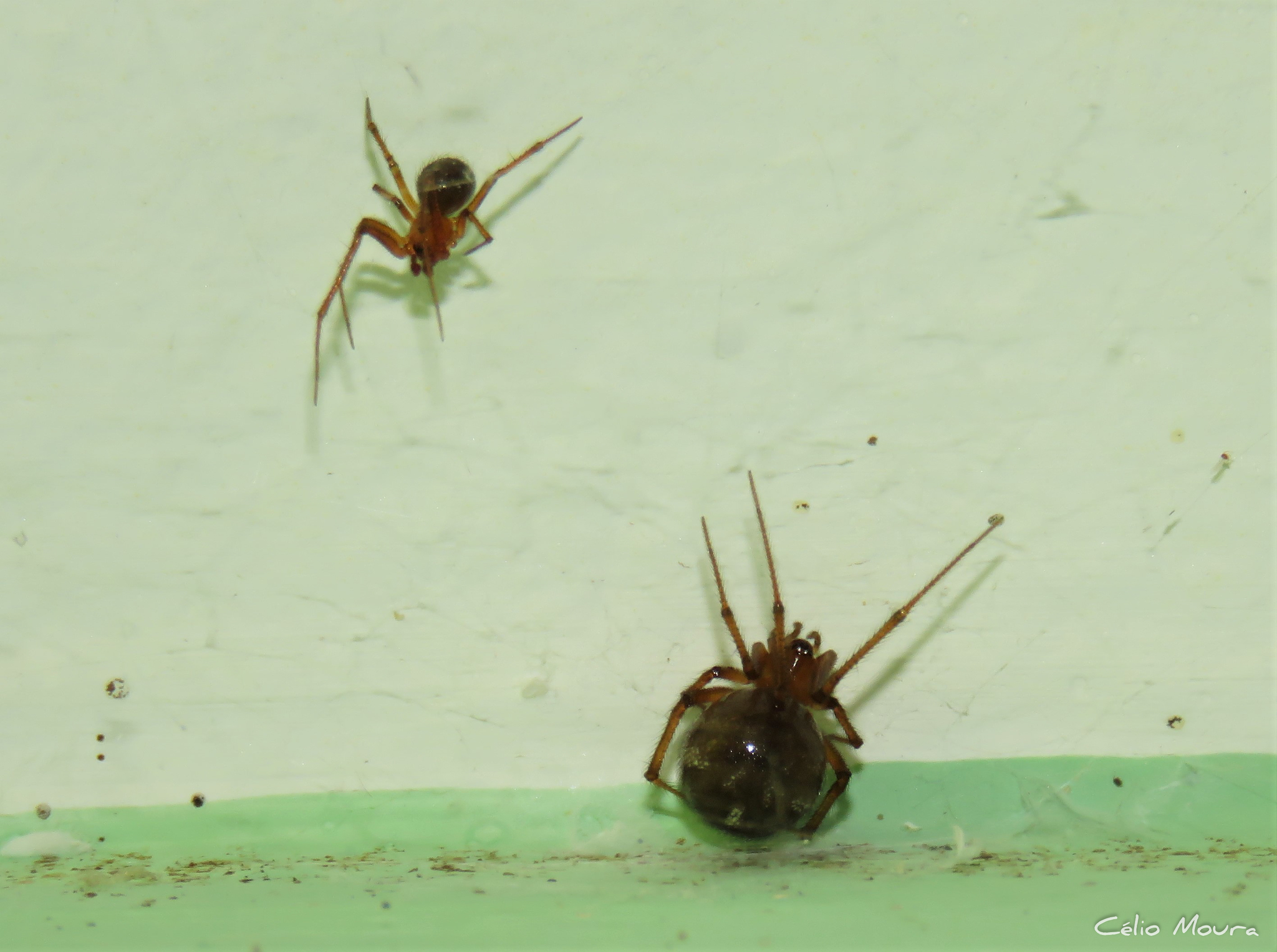
Weibchen (links) und Männchen gemeinsam im Netz des Weibchens
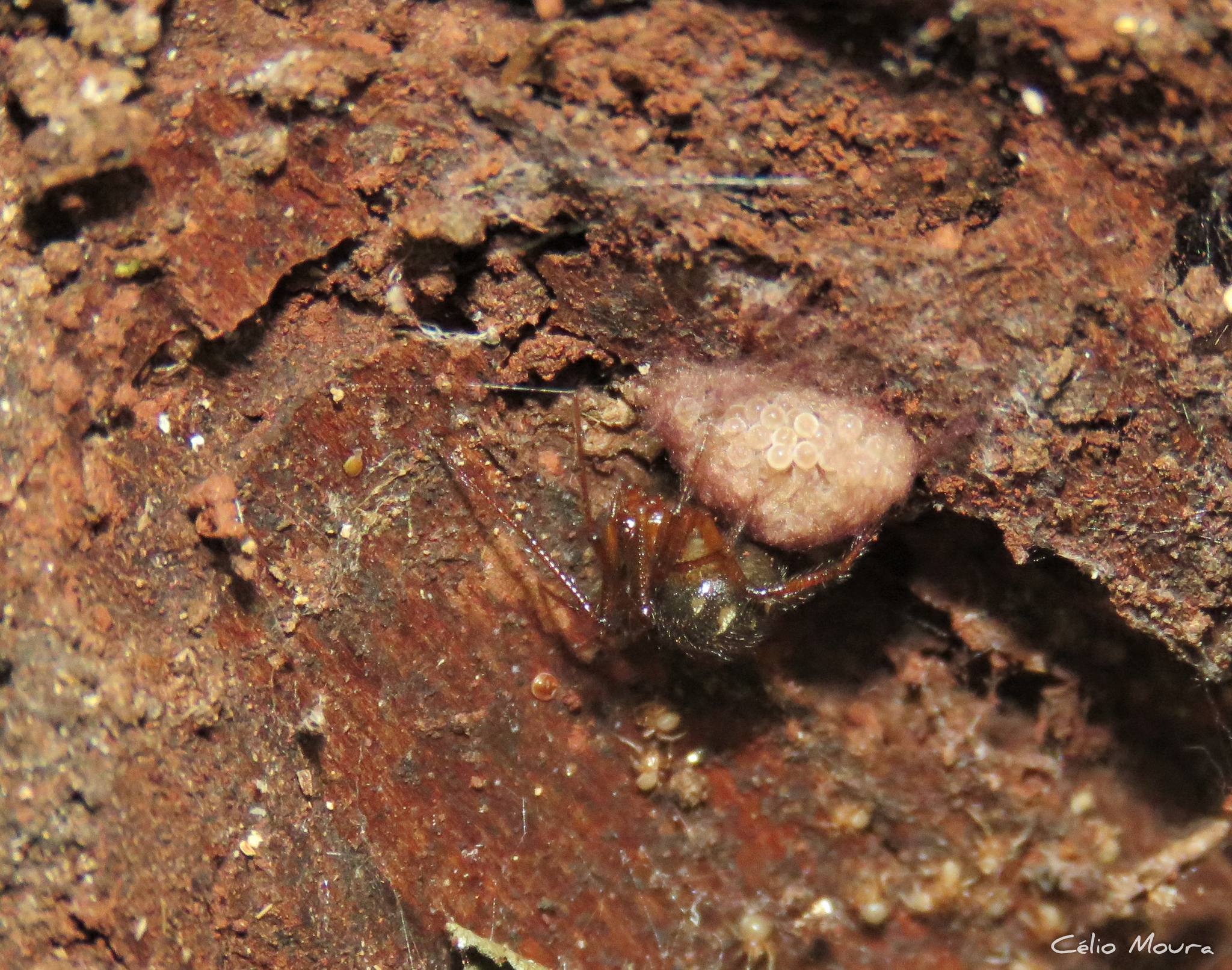
Weibchen beim Herstellen eines Eikokons mit den hier noch sichtbaren Eiern
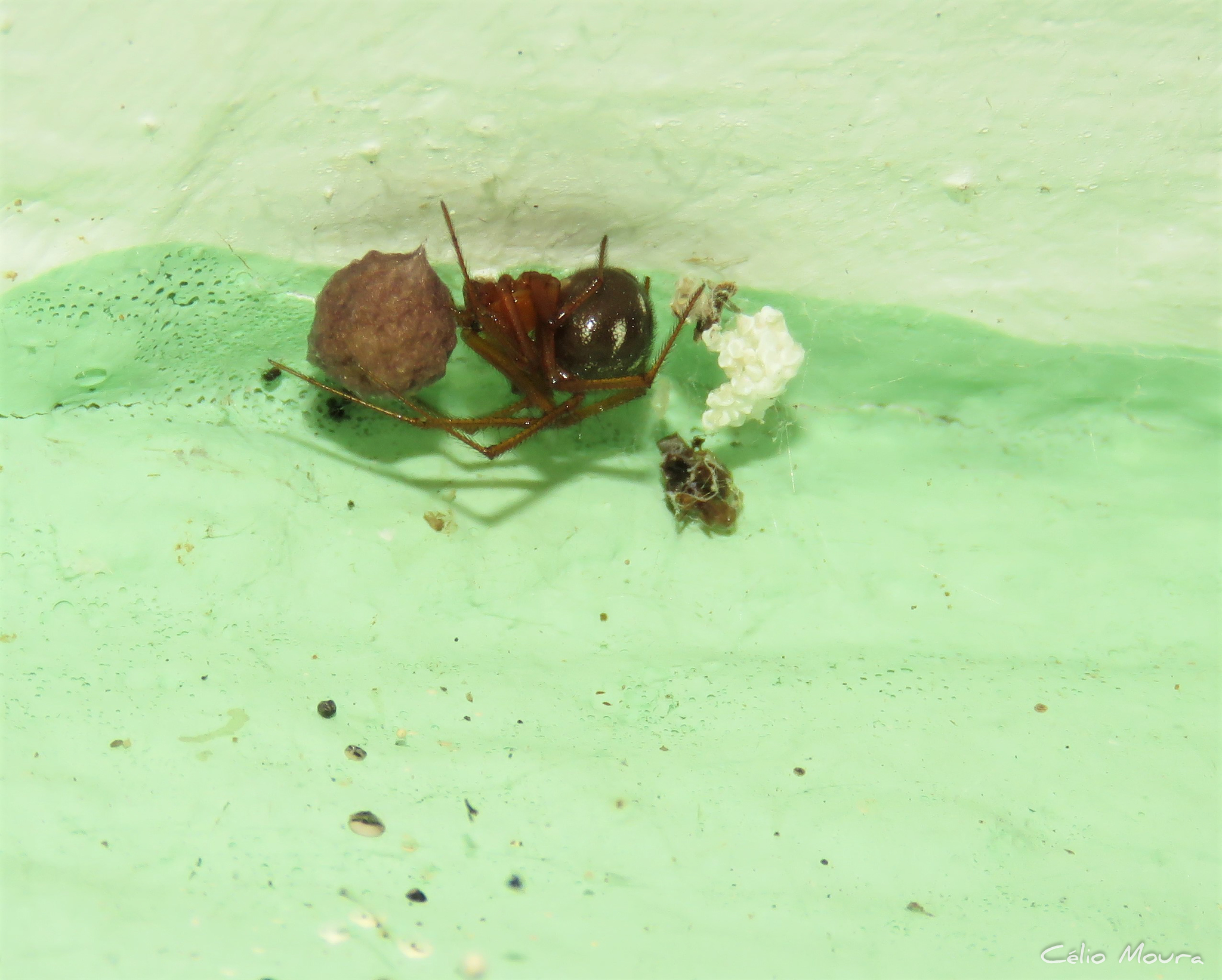
Weibchen mit fertigem Eikokon
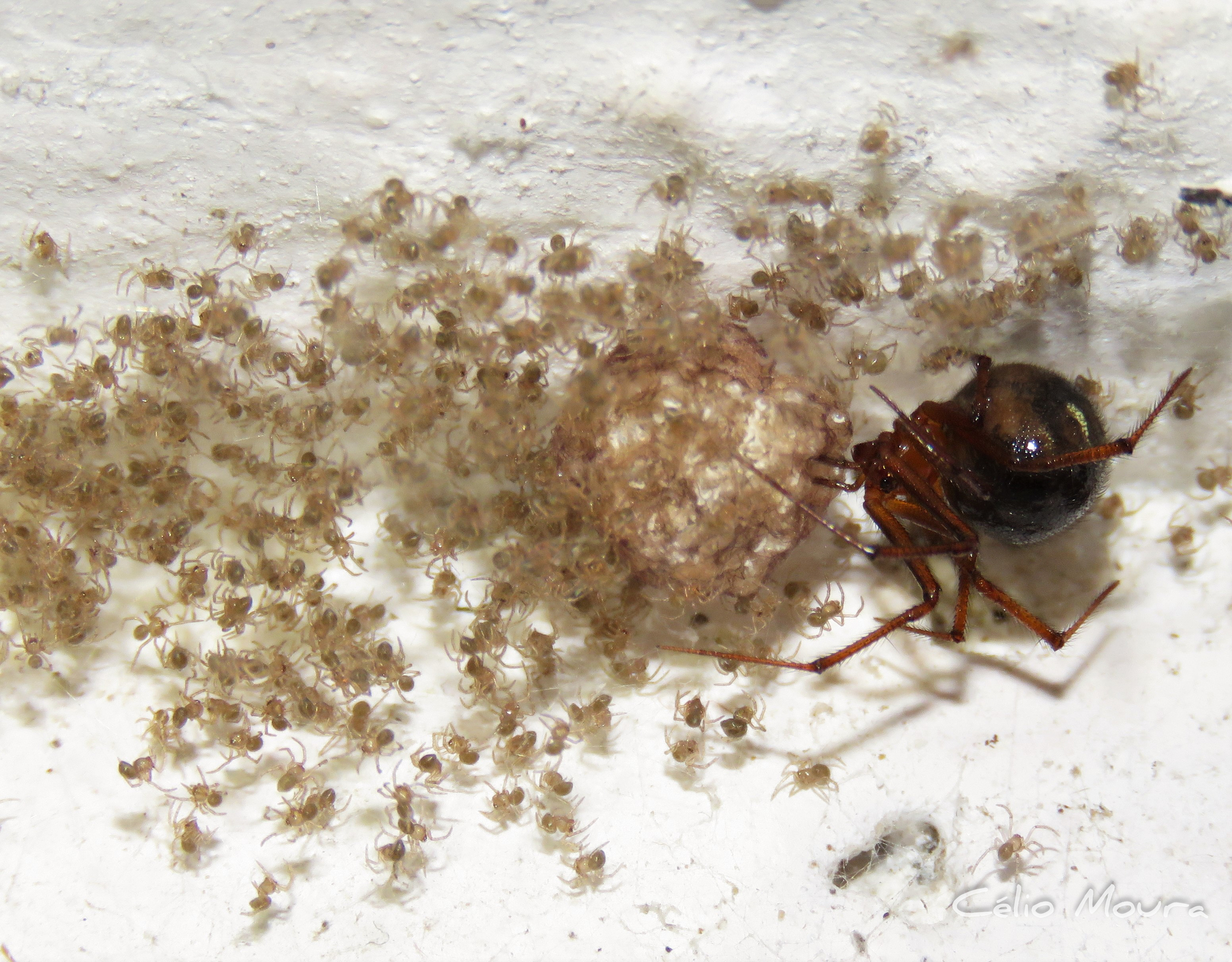
Jungtiere beim Verlassen des Kokons im Beisein des Muttertiers
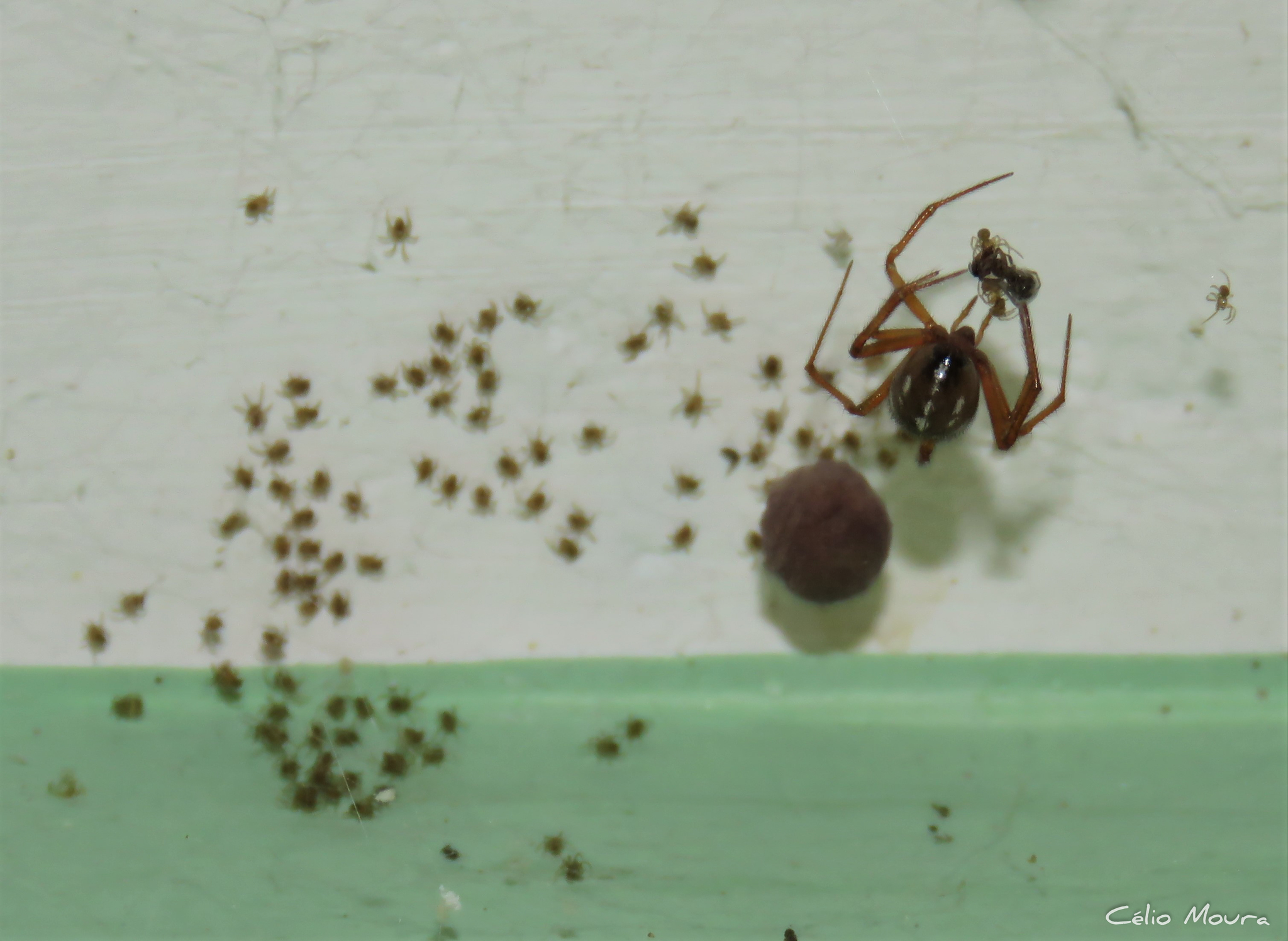
Jungtiere im Netz des Muttertiers mit Beute, die gemeinsam von diesem und einigen Jungtieren verzehrt wird. Im Hintergrund befindet sich ein weiterer Eikokon.
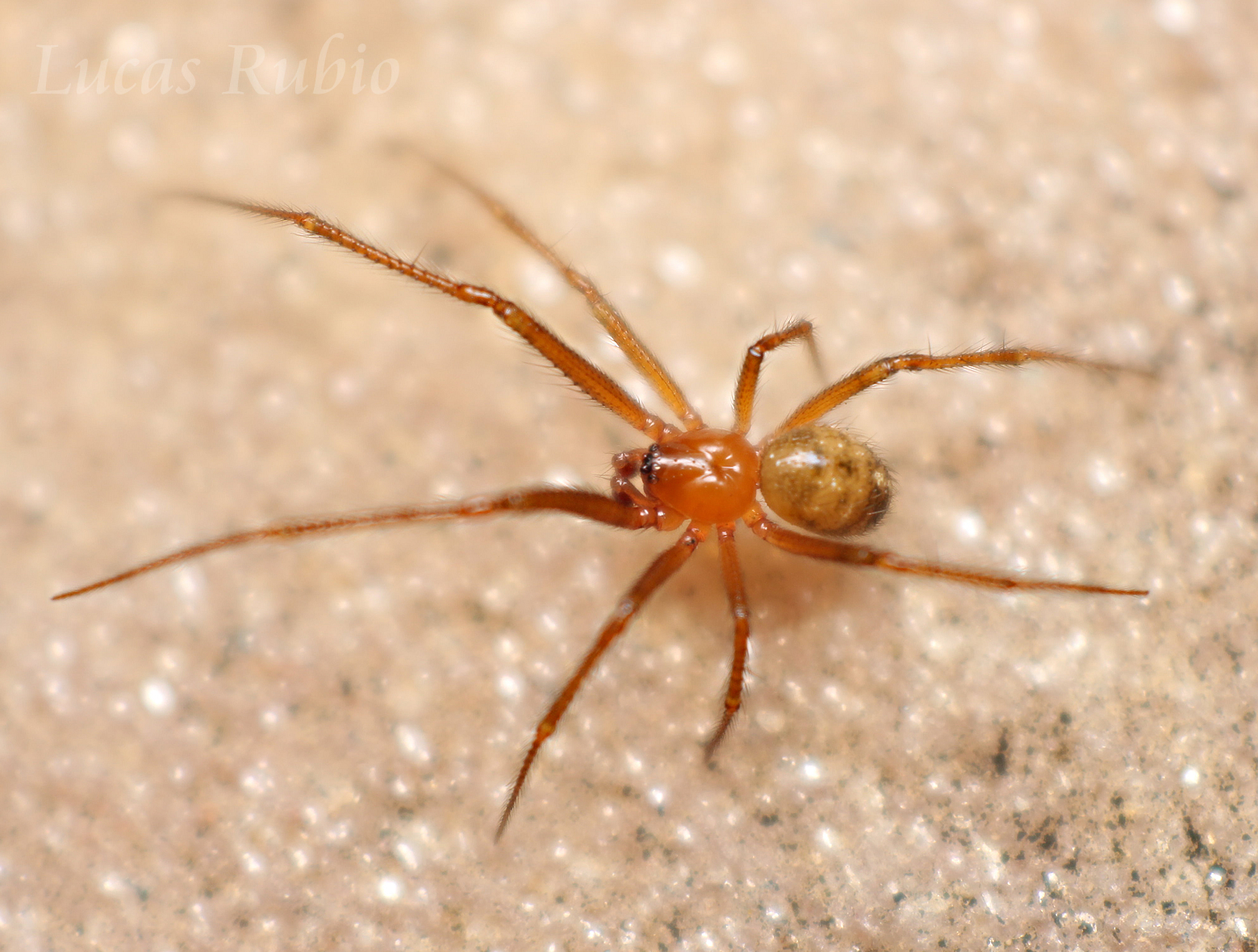
Juveniles Männchen

## Systematik
Die Systematik der Roten Hauskugelspinne durchlief mehrere Änderungen. Der Artname rufipes ist eine Zusammensetzung der lateinischen
Worte rufus für „rot“ und pes für „Bein“ oder „Fuß“ und deutet somit auf die rötlichen Extremitäten der Art hin. Da die Rote Hauskugelspinne die einzige Art der somit monotypischen Gattung der Amerikanischen Hauskugelspinnen (Nesticodes) ist, ist sie somit auch deren Typusart.
Die Rote Hauskugelspinne wurde bei ihrer 1864 von Hippolyte Lucas durchgeführten Erstbeschreibung in die Gattung der Echten Kugelspinnen (Theridion) untergegliedert. und erhielt die Bezeichnung T. rufipes. Allan Frost Archer stellte 1950 die Gattung der Amerikanischen Hausspinnen auf, die schon damals monotypisch war. Seit einer weiteren Anwendung 1999 seitens Da-Xiang Song, Ming-Sheng Zhu und Jun Chen ist N. rufipes die durchgehend angewandte Bezeichnung der Roten Hauskugelspinne.

## Rote Hauskugelspinne und Mensch

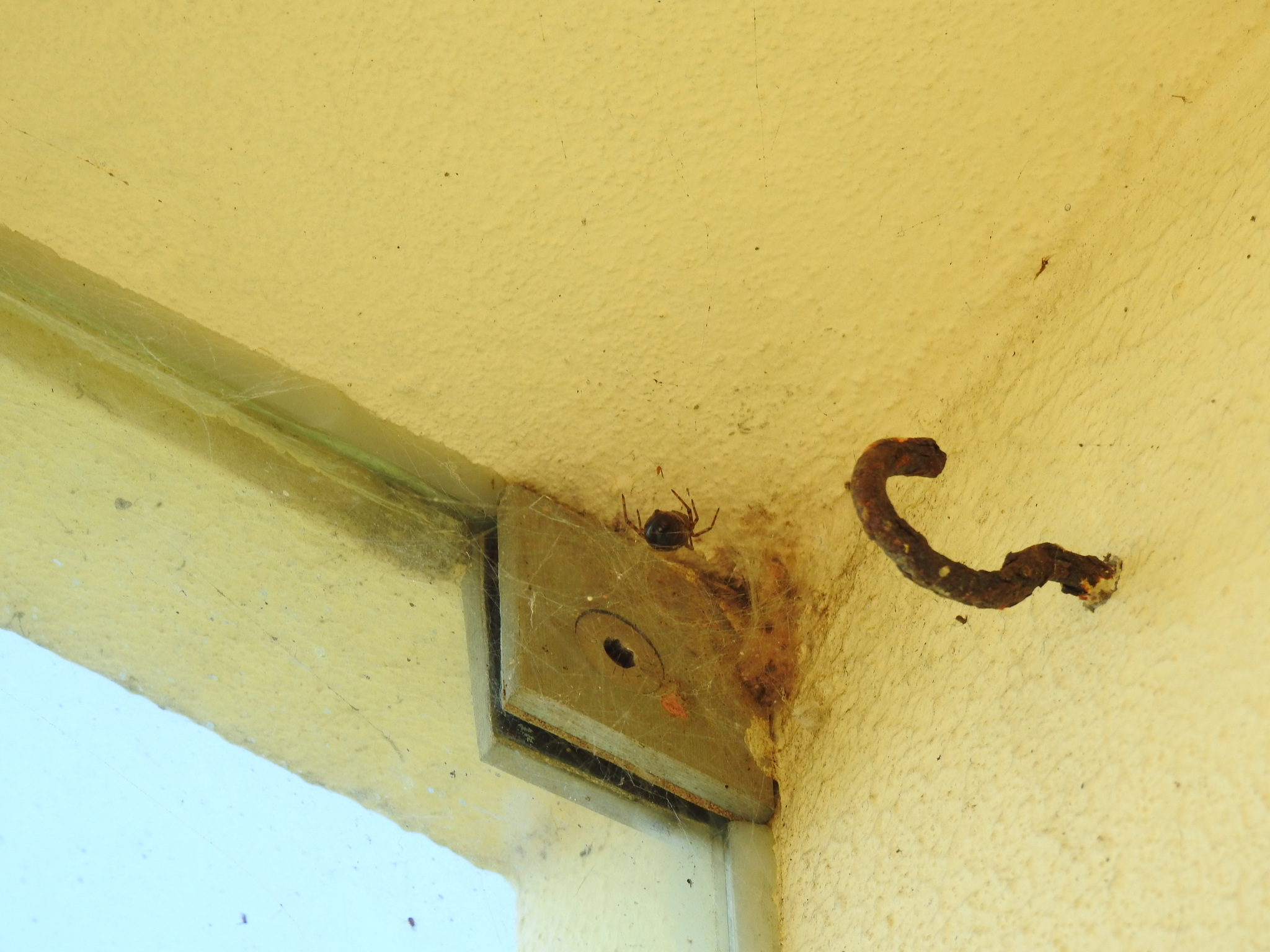
Weibchen in seinem Fangnetz an einem Bauwerk. Durch die Synanthropie der Roten Hauskugelspinne kommt es oft zu Interaktionen zwischen ihr und dem Menschen.

Die Rote Hauskugelspinne erhielt insbesondere durch ihre Ausbreitung vermehrt Aufmerksamkeit, zumal sie einige Male auch in Zoofachhandlungen nachgewiesen wurde. Weitere Bedeutung erhält die Art durch ihr Gift, das einen medizinischen Nutzen haben könnte. Gleichzeitig ist die Spinne für unangenehme Bisse bekannt.

### Nutzen für den Menschen
Die Rote Hauskugelspinne nimmt wie andere Spinnen eine wichtige Rolle als Nützling im Rahmen der biologischen Schädlingsbekämpfung ein, da das Beutespektrum der Art auch Schädlinge enthält. Dadurch können mithilfe der Spinne Beeinträchtigungen in der Landwirtschaft sowie häuslicher Hygiene präveniert werden, die durch für den Menschen schädliche Insekten verursacht werden.
Das neurotoxisch wirkende Gift der Roten Hauskugelspinne findet außerdem wie das anderer Kugelspinnen (Theridiidae) Verwendung zur Vorbeugung von Dysmenorrhoe sowie zur Schmerzlinderung, sodass das Gift der Art auch als Verwendung für die neuzeitliche Medizin in Betracht gezogen wird.

### Ausbreitung durch den Zoofachhandel
2010 ließen sich drei Exemplare der Roten Hauskugelspinne in Chemnitz und Plauen nachweisen, die allesamt in Zoofachhandlungen gefunden wurden. Dies war der erste Fund der Spinne im deutschsprachigen Raum. Bei allen handelte es sich um Weibchen der Art. Alle drei Individuen hielten sich in Behältnissen auf, die der Zucht von Heimchen (Acheta domesticus) dienen. Aufgrund dessen wird vermutet, dass sich die Rote Hauskugelspinne Zuchten von Heimchen in menschlicher Gefangenschaft als Habitat erschlossen hat. Das gleiche Phänomen ist auch beim nicht näher verwandten Kosmopolit-Herzfleckläufer (Thanatus vulgaris) aus der Familie der Laufspinnen (Philodromidae) überliefert.

### Bissunfälle und Giftigkeit
Bisse der Roten Hauskugelspinne auf den Menschen sind überliefert. Der Biss der Art gilt als sehr schmerzhaft, zumal der dadurch ausgelöste Schmerz über mehrere Stunden anhalten kann, jedoch nach einem Tag verschwunden ist. Daneben treten nach dem Biss Rötung und Schwellung auf. Das Gift hat eine ähnliche Toxizität (Giftigkeit) wie das der Rotrückenspinne (Latrodectus hasselti), gilt jedoch in Bezug auf seine Wirkung beim Menschen bei weitem nicht so problematisch wie das der anderen Art.